# Nokia E50
Pour les articles homonymes, voir E50.
Le Nokia E50 est un téléphone mobile professionnel de Nokia  annoncé le 18 mai 2006. Il fait partie de la série E, destiné principalement pour le marché des entreprises. Il comprend un outil sophistiqué pour e-mail de Nokia Intellisync Wireless, BlackBerry Connect, Visto Mobile, ActiveSync Mail for Exchange, et Altexia, avec la possibilité de consulter Microsoft Word, PowerPoint, et Excel, et les documents PDF, mais il ne peut pas être utilisé pour l'édition de ceux-ci. Dispositif de synchronisation de périphérique possible avec demande de transfert de données. Les caractéristiques comprennent EDGE, Bluetooth 2.0, un appareil photographique numérique de  1280 × 960 pixels (1,3 mégapixels), un slot microSD carte mémoire et lecteur de musique numérique fonctionnalité. Cet appareil ne supporte pas 3G, Wi-Fi, ou la radio FM.
Il utilise la troisième édition de la Série 60 de l'interface utilisateur (S60v3) et la version du système d'exploitation Symbian 9.1. Il n'est pas compatible avec les logiciels compilés pour les versions antérieures du système d'exploitation Symbian OS.

## Caractéristiques
- Système d'exploitation : S60 3e édition de Symbian OS v9.1
- Processeur: ARM 9 235 MHz
- Réseau : GSM
- Écran de 2,06 pouces de définition 240 × 320 pixels
- Batterie de BL-5C (970 mAh) ou BL-6C (1 150 mAh)
- Mémoire : 70 Mo extensibles par carte mémoire microSD limitée à 32 Go
- Appareil photo numérique de 1,3 Mpx
- Bluetooth 2.0
- Vibreur
- DAS : 0,97 W/kg.